# Kópháza
Kópháza (chorvatsky Koljnof, německy Kohlenhof) je vesnice v župě Győr-Moson-Sopron v okresu Sopron. Jedná se o největší ze 14 obcí v Maďarsku, která je obývána burgenlandskými Chorvaty. Ti zde tvoří asi 60 % populace. V obci žije 2081 obyvatel.

## Poloha
Kópháza leží v západní části župy Győr-Moson-Sopron asi šest kilometrů na jihovýchod od města Sopron. Obec se nachází v nadmořské výšce 170 – 190 m. Podél vesnice na severovýchodní straně protéká říčka Ikva.
Obcí prochází hlavní silnice č. 84 vedoucí od města Sopron přes město Tapolca k Balatonu. Na severozápadním okraji obce je odbočka na silnici č. 861 směřující k hraničnímu přechodu do Rakouska. Na jižním okraji obce je železniční zastávka na trati Sopron - Szombathely. Na této trati jsou známé termální lázně v městečku Bük. Asi 1 km severně od obce je zastávka v obci Balf na železniční trati, která vede z města Győr přes Sopron do Ebenfurthu v  Rakousku.
Kópháza sousedí s obcemi: na západě Harka, na severovýchodě Balf, což je čtvrť Soproně, na JV Nagycenk.

## Zajímavosti
V obci jsou dva kostely:
- kostel Navštívení Panny Marie - barokní poutní kostel postavený kolem roku 1760
- kostel svatého Martina - barokní kostel z roku 1785

V roce 1987 bylo v obci slavnostně otevřeno muzeum vesnice a v roce 2005 bylo zrekonstruováno. V muzeu jsou vystaveny exponáty týkající se historie osídlení obce Chorvaty.